# Мала Шокша
Мала Шокша́ (рос. Малая Шокша, ерз. Малая Шокша) — присілок у складі Теньгушевського району Мордовії, Росія. Входить до складу Шокшинського сільського поселення.
Населення — 1 особа (2010; 6 у 2002).
Національний склад (станом на 2002 рік):
- мордва — 100 %